# Fontana del Nettuno (Conegliano)
La Fontana del Nettuno, anche detta popolarmente fontana dei cavalli, è uno dei monumenti del centro storico di Conegliano e rappresenta uno dei simboli della città. La fontana è situata a pochi metri da Porta Dante, presso l'intersezione di corso Vittorio Emanuele II, via Marconi, via Calvi e via Cavour.

## Storia
La fontana prese forma in diverse epoche: la parte più antica è la vasca trecentesca, opera dello scultore veronese Filippo Spongadi. Anticamente faceva parte del parco della villa della famiglia Contarini (detta "villa Guia") a Fratta. La scultura fu in seguito trasferita divenendo parte del patrimonio artistico di Palazzo Foscolo di Oderzo, della stessa famiglia Contarini.
Nel XVIII secolo fu aggiunta la scultura ancora visibile, in sostituzione di un obelisco cinquecentesco: su una grande conchiglia trainata da due ippocampi di grandi dimensioni dalle cui froge esce l'acqua, sta il dio Nettuno, impugnante con la mano destra il tridente.
Nel 1770 la fontana fu trasferita a Conegliano, in piazzetta 18 luglio 1866, nella vicina Contrada Granda. La dislocazione odierna in corso Vittorio Emanuele II si ebbe solo il 19 ottobre 1838, in occasione della visita dell'imperatore austriaco Ferdinando I d'Austria.